# 紫刀翅蜂鸟
紫刀翅蜂鳥（學名：Campylopterus hemileucurus），是雨燕目蜂鳥科刀翅蜂鳥屬下的一種鳥類。這種鳥類分佈於墨西哥及中美洲的山區及森林邊緣，以花蜜及昆蟲為食。牠們目前有兩個亞種，是中美洲的蜂鳥裡體型最大的鳥類。
這種鳥類雌雄異形，雄鳥全身以紫藍色調為主，而雌鳥則為綠色調，並在尾羽上同時擁有白色區塊的特徵且鳥喙彎曲。採一夫多妻制繁殖，每次產2枚卵，20天後孵化，孵化後22—24天離巢。因其數量下降速度不快且分佈廣大，在《國際自然保護聯盟瀕危物種紅色名錄》中被評為無危物種。

## 物種分類與命名
這個物種的標本來自德國自然學家費迪南德·德佩所蒐集的標本之一，並轉給其哥哥威廉·德佩（Wilhelm Deppe）販售。而其二名法學名則由辛里奇·利希滕斯坦提供，故在一些文獻上可能會見其命名者為利希滕斯坦的情況，但現在被認為命名者應屬於威廉·德佩。:551當時的命名為，歸於現今的绶带蜂鸟属下。其模式產地位於墨西哥。:551
屬名源自德國博物學家约翰·弗里德里希·格梅林給予灰胸刀翅蜂鸟的種小名，其意義由兩個希臘語單詞組成：kampulos（意為「彎曲、彎折」）及-pteros（意為「有翼的」）。:87種名也是希臘語，由hēmi-（意為「半、小」）及leukouros （意為「白色尾巴」）組成。:189

### 亞種
目前有兩個亞種：
- 指名亞種（C. h. hemileucurus）：分佈於墨西哥南部至尼加拉瓜中南部。
- 巴拿馬亞種（C. h. mellitus）：分佈於哥斯大黎加和巴拿馬西部。這個亞種的背部與指名亞種相比更加偏紫，而體型較大。[4][13]其中亞種名源自拉丁語mellitus，意為「蜜糖、甜美的或愉快的」。[12]:249該亞種由奧特蘭·邦斯（英语：Outram Bangs）於1902年描述，標本來自巴拿馬下博克特。[13]

## 形態描述

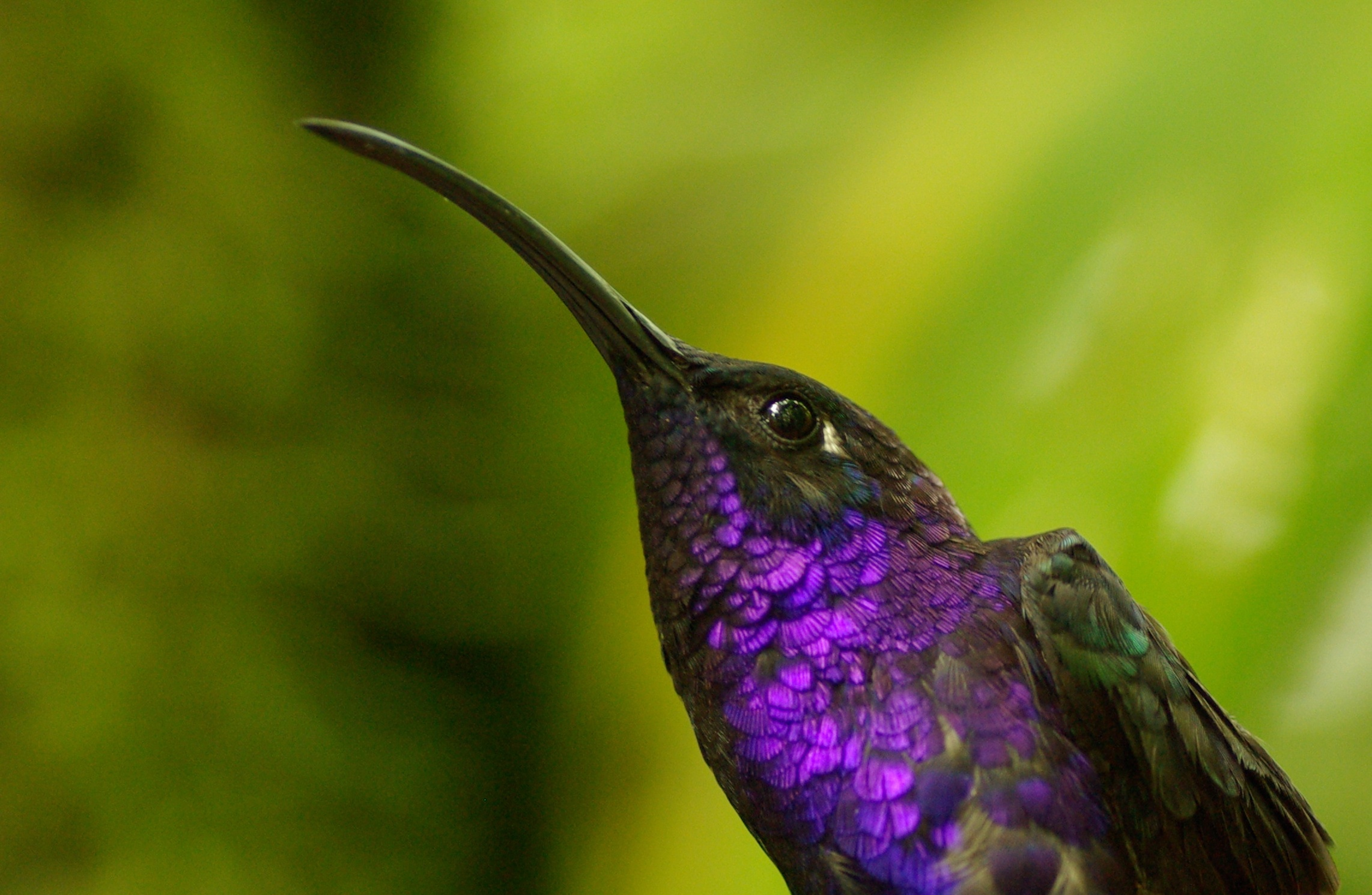
雄鳥的頭部特寫

紫刀翅蜂鳥的體長約13—15公分，體重約9—12公克（總體平均重9.72公克，其中雄鳥11.8公克，雌鳥約9.5公克）。:551其鳥喙寬平均3.3公釐、深平均3.0公釐、嘴峰長平均约32.7公釐；翼展平均82.6公釐，翼長平均75.3公釐；跗蹠平均長6.5公釐；尾長平均54.4公釐。是在中美洲裡體型最大的大型蜂鳥。
紫刀翅蜂鳥為兩性異形的鳥類，除了鳥喙下彎並和腳同為黑色之外，雄鳥鳥喙，側面上帶有白色斑點；全身呈紫藍色，尾部綠色。翅膀覆羽和背部呈深綠色，最外側的兩枚初級飛羽特化為扁平且厚的形狀，這種特徵可能有助其飛行時的翅膀強度。:477中央尾羽呈深藍黑色，外側的三對尾羽則較鈍且為末端為白色。在光線不足或較遠的情況下，可能會接近全黑色。
雌鳥與雄鳥的差異在於前者上半身呈綠色，喉部呈紫色，下半身灰色，並且喙更彎曲。中央尾羽則呈青銅色，外側尾羽的白色末端區塊也較大。雌鳥外觀上可能與蓝喉宝石蜂鸟的雄鳥相近，但後者的鳥喙並不彎曲，眼後有一條白色條紋，尾巴為藍黑色。
幼鳥全身都有明顯的暗褐色羽毛邊緣；幾乎不帶紫色；尾羽則比成年鳥的更窄跟尖。雄性幼鳥的初級飛羽也尚未完全特化，且下半身為深藍綠色。:551

## 棲息地與分佈

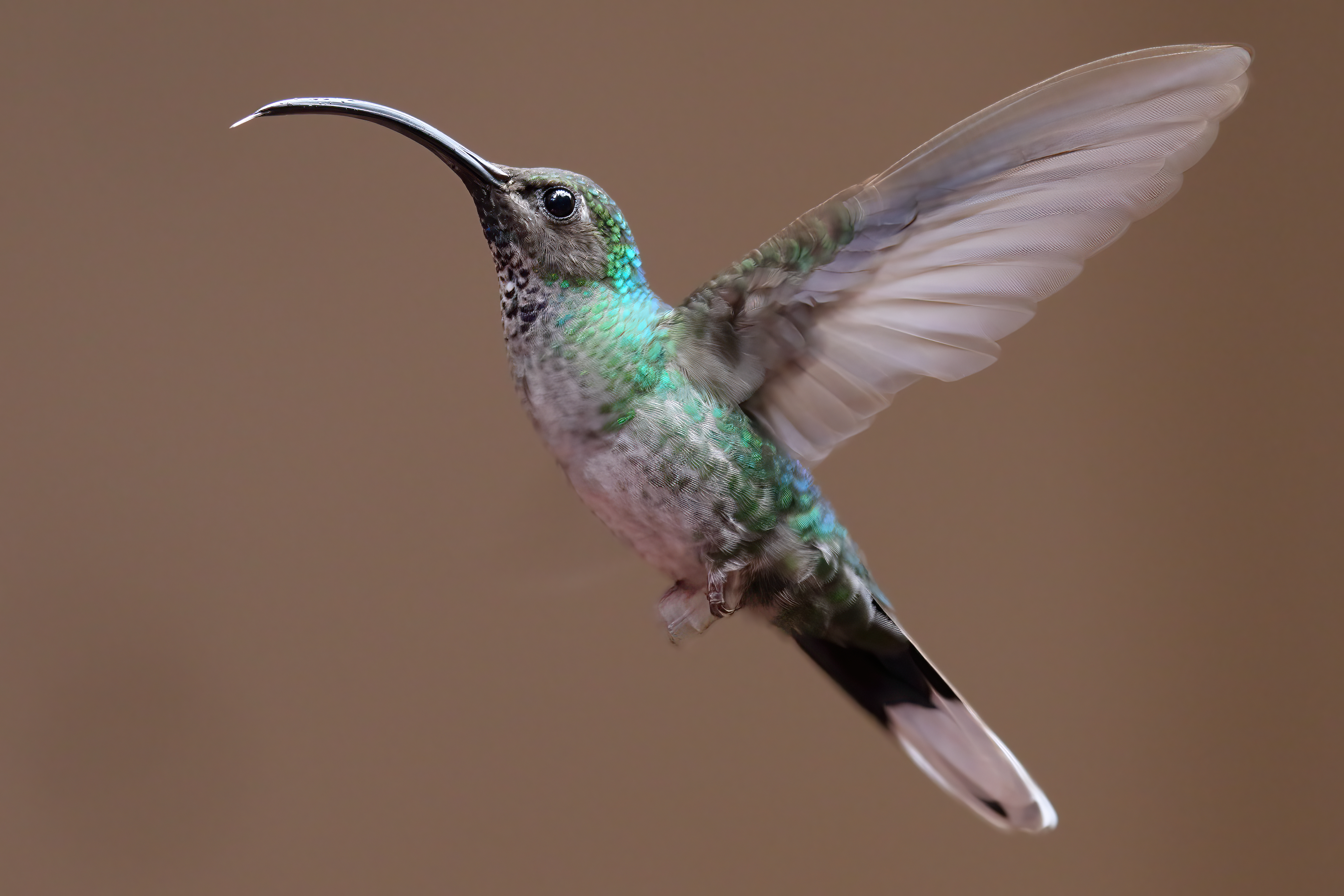
雌鳥，攝於哥斯大黎加蒙特维多云雾森林

紫刀翅蜂鳥分佈於墨西哥至巴拿馬，橫越大部分的中美洲國家。在墨西哥，這種蜂鳥主要分佈於南部的潮濕山區森林裡，包括格雷羅州、瓦哈卡州、恰帕斯州、塔巴斯科州和韋拉克魯斯州。
這個鳥類主要棲息於山區、森林及其邊緣、種植園、溪岸和花園，並也可以在一些受人類干擾區域活動如香蕉種植園或靠近人類的樹林區域。牠們生活於海拔1000—2500公尺的高度，但有時候在繁殖季外時也可以在海拔400公尺以下或甚至在海平面的高度附近看見其蹤影。

## 習性

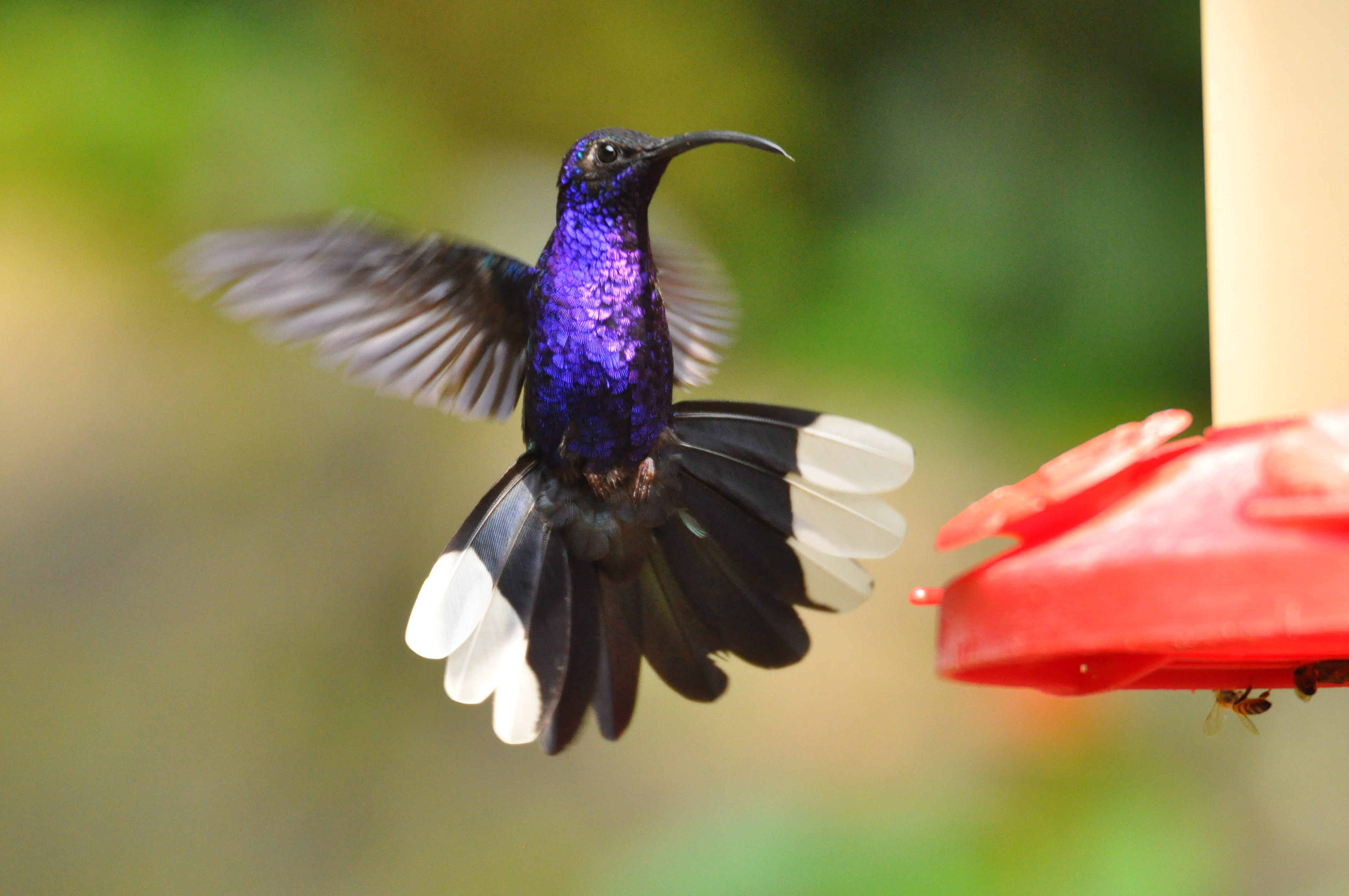
正降落於給食台上的雄性成鳥，注意其尾部的特徵

這種鳥類是一個較為獨居的蜂鳥，為日行性，大多在黎明和黃昏時活動，有四分之三的時間都是棲息在枝頭上。同時牠們也不遷徙，因為當地的環境全年皆有提供豐富的食物。
飛行時，紫刀翅蜂鳥的翅膀會不停鼓動，並如同其他蜂鳥一樣會發出嗡嗡的鼓翅聲。牠們有能力懸停足夠的時間吸取花蜜，並也能夠倒退飛行和上下顛倒地飛行。
在較為寒冷的夜晚，這種鳥類也會進入冬眠以節省能量，此時呼吸較為紊亂。
雄鳥具有領域性，但領域通常並不在富含花朵的地方，並被觀察過會驅逐长尾刀翅蜂鸟。

### 食性
紫刀翅蜂鳥以花蜜及昆蟲為食，並偏好輻射對稱的花朵，因為牠們可以在吸取花蜜時輕易地在這些植物旁邊盤旋而不需閃躲。同時因為其體型較大，即使紫刀翅蜂鳥本身較不具侵略性，其他蜂鳥往往也會自動退讓。
目前被記錄過的會取食花蜜的植物包含：闭鞘姜属、爵床科、赫蕉屬、九节属、凤梨科、芭蕉属、彩苞巖桐屬植物。昆蟲類則有蜘蛛、雙翅目或膜翅目的昆蟲等。:551
其嗅覺不算發達，但其優異的視覺、聽覺以及對紫外線的感知能力有助於牠們尋找花朵覓食。這種蜂鳥以舌頭舔食花蜜，其舌旁兩側有凹槽可以收集液體。而其懸停技術也讓這種鳥類得以自一旁突然飛入蟲群中覓食，但比起直接捕獵，紫刀翅蜂鳥通常更偏好翻找樹葉或蜘蛛網上的蟲子吃。:551因為蜂鳥本身的代謝速度相當高，牠們每天可以消耗相當於自身體重兩倍的花蜜。

### 繁殖
紫刀翅蜂鳥的繁殖季在5月至10月之間，大致等於當地的雨季時間。其中墨西哥在6月至9月，哥斯大黎加的個體在5月至11月。在同一個繁殖季內，牠們會繁殖兩次，並採一夫多妻制繁殖。牠們以求偶場的形式求偶，最多有10—12隻雄鳥聚集於同一場地，在離地2—4公尺的樹木上歌唱。:551雄鳥與雌鳥的配對關係通常只維持交配的一小段時間，其後雄鳥會離開，並由雌鳥撫育後代。
通常其鳥巢會懸於小溪或深谷上的低樹枝上，是用植物纖維和苔蘚搭建，內襯纖維及絨毛的堅固杯狀巢穴。距離地面或水面1—6公尺高。每窩平均產2枚暗白色的卵，20天後孵化，孵化22—24天後離巢。孵化成功率為70％。

### 叫聲
雄鳥的歌聲是一連串均勻間隔但變化多端的音符，被形容是「弱而不悅耳的」、「高音、尖銳而類似呼吸聲」。而兩性的叫聲是較緩慢而尖銳的「tsee、tsee」、「tuc、see」、「tu、wit、see」，尖銳而穿透性強。

## 威脅與天敵
成鳥因其體型較大而少有威脅，但幼鳥跟巢穴會被包括老鼠、貓、蛇、鴉、巨嘴鳥、鷹和少數蝙蝠在內的其他掠食者所威脅。

## 數量與保護情況
紫刀翅蜂鳥的數量被評估有5萬—50萬隻，並被認為相當常見。這種鳥類似乎只需要留下一定程度的森林或次生林覆蓋即可在人類干擾中生存。:551因為這種蜂鳥的分佈範圍足夠廣大，且其族群數量下降速度並不達易危物種的標準，故在《國際自然保護聯盟瀕危物種紅色名錄》中被評為無危物種。

## 外部連結
- 维基共享资源上的相關多媒體資源：紫刀翅蜂鳥
- 維基物種上的相關：紫刀翅蜂鳥
- VIREO上紫刀翅蜂鳥的圖片
- Xeno-canto上紫刀翅蜂鳥的叫聲 （页面存档备份，存于）